# 雨水の利用の推進に関する法律
雨水の利用の推進に関する法律（あまみずのりようのすいしんにかんするほうりつ、平成26年4月2日法律第17号）は、雨水の利用の推進に関し、国や地方自治体の責務を明らかにするとともに、基本方針等の策定その他の必要な事項を定めることにより、水資源の有効な利用を図り、あわせて下水道、河川等への雨水の集中的な流出の抑制に寄与することに関する日本の法律である。
議員立法によって成立し、2014年（平成26年）4月2日に公布された。
この法律の施行によって、「雨水の利用の推進に関する基本方針」と、特に官庁施設における雨水利用・排水再利用設備推進として「雨水利用・排水再利用設備計画基準」と「国及び独立行政法人等が建築物を整備する場合における自らの雨水の利用のための施設の設置に関する目標」がそれぞれ定められている。